# Partido de Roque Pérez
Partido de Roque Pérez är en kommun i Argentina.   Den ligger i provinsen Buenos Aires, i den centrala delen av landet, 130 km sydväst om huvudstaden Buenos Aires. Antalet invånare är 10 902.
Trakten runt Partido de Roque Pérez består till största delen av jordbruksmark. Runt Partido de Roque Pérez är det mycket glesbefolkat, med 7 invånare per kvadratkilometer.